# 池澤汐音
池澤 汐音（いけざわ しおね、11月20日 - ）は、日本の女優。演劇集団Bobjack theater所属。青森県出身。

## 来歴
- 幼少より、子供タレントとして芸能活動を開始（2006年）。
- 元セントラル子供タレント所属（2006年 - 2008年）。ヒロセプロジェクト（2009年 - 2010年）、FreshPowerPop（2011年）、ヒラタオフィス（2016年 - 2018年）を経て、フリーランスとして活動。2019年8月より演劇集団Bobjack theaterに所属[2]。
- セントラルオリジナルミュージカル「愛と夢と喜びと...[3]」（2006年10月）にて初舞台。劇団大きな夢「あたたかい心[4]」（2008年7月）にて初主演。
- 2024年11月24日、初プロデュース「あいどるごっこ！」企画にて、普段女優として活躍しているメンバーを集めた1日限りのアイドルライブを開催し、チケット即sold outという快挙を果たし、じょゆどる！いう神出鬼没の期間限定コピーアイドルユニットが誕生した。

## 人物
- 特技：動画編集
- 愛称：ちおね、ちおちゃん、しおちゃん
- 座右の銘：初心忘れるべからず
- 女優の持田千妃来とは、高校の同級生。3年間同じ教室、同じ部室で生活していた[5]。
- 四姉妹の末っ子
- 社交性が高く人脈が広い
- 純朴で天真爛漫
- 生まれ持った童顔と幼声を武器とし、大人子役としてキャスティングされることが多い

## 出演

### 舞台
2009年 - 2015年
- ヒロセプロジェクト「あの星空に未来を描け!」（2009年9月18日 - 22日、ラゾーナ川崎プラザソル） - Aチーム ホタル 役、Bチーム エミル/レイチェル 役
- ヒロセプロジェクト「虹の向こうに続く道」Bチーム（2010年4月16日 - 18日、ラゾーナ川崎プラザソル） - 雪乃シズク 役
- ヒロセプロジェクト「One Night Magician」Aチーム（2010年10月8日 - 11日、ラゾーナ川崎プラザソル） - 沢村リオ 役
- ジョーズカンパニー「ラブリーズ〜きみの迷い道〜」チーム虹（2011年12月29日 - 2012年1月9日、下北沢・小劇場楽園） - 森田小雪 役
- チョコレイト旅団「傷つくな、鮮やかに浮遊せよ」敷金（2015年9月18日 - 21日、東長崎・てあとるらぽう） - 牧野紬 役

2017年
- アリスインプロジェクト「名探偵はじめました! 2017」星組（2017年5月3日 - 8日、新宿・シアターブラッツ） - 佐渡縁 役
- アリスインプロジェクト「終わらない歌を少女はうたう」月組（2017年9月13日 - 18日、新宿村LIVE） - 橘百合 役
- 犀の穴プロデュース「テノヒラサイズの人生大車輪」（2017年10月11日 - 15日、十条・犀の穴） - 女3 役
- Air studio「いや、ばれるで、こりゃ。」（2017年11月8日 - 12日、新宿・スターフィールド） - 貝塚美奈子 役

2018年
- 犀の穴プロデュース「12人の分かれる劇団員」（2018年2月21日 - 25日、十条・犀の穴） - ヒロイン 三橋まはる 役
- アリスインプロジェクト「続・魔銃ドナー」月組（2018年4月11日 - 15日、新宿村LIVE） - 槇村サダ 役
- アリスインプロジェクト「ダンスライン♪TOKYO」風組（2018年5月9日 - 13日、六行会ホール） - 中川原由香 役
- Air studio「六畳一間で愛してる」B班（2018年5月30日 - 6月4日、両国・Air studio） - 高木節子 役
- アリスインプロジェクト「降臨Hearts」月組（2018年7月11日 - 16日、新宿村LIVE） - 室町ゆかり 役
- ADKアーツ「かくりよの宿飯」 - アンサンブル
  - 東京公演（2018年9月5日 - 9日、新宿・シアターサンモール）
  - 福岡公演（2018年9月13日 - 16日、福岡・西鉄ホール）

- アリスインプロジェクト「ともだちインプット」（2018年11月7日 - 18日、池袋・シアターKASSAI） - サキ 役
- アリスインプロジェクト「ドナー・イレブン」（2018年12月24日 - 30日、池袋・シアターKASSAI） - 森川恵宮 役

2019年
- 蜂巣和紀単独コントイベント『蜂巣祭〜2019冬の陣〜』「ストローミリオネア」（2019年1月25日 - 27日、ステージカフェ下北沢亭） - ちおね 役
  - 『蜂巣祭〜2019晩春の陣〜』「ストローミリオネア」上映会（2019年5月11日、ステージカフェ下北沢亭）

- アリスインプロジェクト「DANCE! DANCE! DANCE! オルタナティブ」（2019年2月9日 - 17日、池袋・シアターKASSAI） - 高徳積芽留 役
- フライドBALL企画「ナイトクラビング」（2019年4月25日 - 28日、新宿・シアターブラッツ） - 日野理香子 役
- Bobjack theater「かくりよの宿飯 折尾屋編」（2019年7月17日 - 21日、六本木・俳優座劇場） - アンサンブル
- 舞台「暗転エピローグ」〜高校演劇プロジェクト〜（2019年8月15日 - 18日、中目黒・キンケロ・シアター） - 森陽茉莉 役
- チョコレイト旅団「アンタイトルアンハッピーラブ」（2019年10月1日 - 6日、高島平バルスタジオ、作・演出：浮谷泰史） - 松葉なると・スカーレットバルキリー・編集部員・生徒・ドンキーズの選手 5役
- Bobjack Theater「ノッキン オン ヘブンズ ドア」Aチーム（2019年11月13日 - 24日、上野ストアハウス） - 椎本詩 役
- アリスインプロジェクト「アリスインアリスinデッドリースクール」（2019年12月12日 - 23日、池袋・シアターKASSAI） - 高森朝代 役

2020年
- 剣舞プロジェクト×アリスインプロジェクト「百花繚乱〜Break a leg!〜」Bチーム（2020年3月12日 - 15日、新宿村LIVE） - てん 役
- アリスインプロジェクト「アリスインデッドリースクール永遠」（2020年4月1日 - 2日、新宿・シアターブラッツ） - 高森朝代 役
- 劇団6番シード「ミキシングレディオ2020」L-side（2020年6月25日 - 7月5日、池袋・シアターKASSAI） - 梅崎典子 役
- プロジェクトリコロ「サイキック・エージェンシー」（2020年8月5日 - 7日、大塚・萬劇場） - 橙山あんず 役
- UDA☆MAP「新宿☆アタッカーズSeason3〜孤島の洋館連続殺人事件〜」（2020年9月30日 - 10月4日、池袋・シアターグリーンBIG TREE THEATER） - 月下草（げっか） 役
- M-SMILE「渋谷2丁目劇場〜キミに贈る朗読会 ハロウィンSP〜」（2020年10月10日 - 11日、MsmileBOX渋谷）
- Bobjack theater『ボブジャックの少し早い年忘れの宴!』（2020年12月17日 - 27日、池袋・シアターKASSAI）
  - 「目を閉じておいでよ」 - 牧江美香 役
  - 「唯一度だけ」 - 七海 役
  - 「東京サタデーナイト」 - 池澤汐音 役

2021年
- 蜂巣和紀×比嘉ニッコプロデュース『腹笑い』「亀子」（2021年1月29日 - 31日、赤坂CHANCEシアター） - 主演 亀子 役
- 佐藤組『スキタノvol.6』「タンタン麺が冷めないうちに」（2021年2月20日、中野ザキッチン） - テンテン 役
- 企画演劇集団ボクラ団義「鏡ニ映ラナイ女 記憶ニ残ラナイ男」（2021年4月7日 - 11日、東池袋・あうるすぽっと） - 並川千波 役
- Bobjack Theater「からっぽの庭で」（2021年4月28日 - 5月2日、新三河島・キーノートシアター） - 片瀬五月 役
- マルガリータ企画『PIZZA大戦争』〜1ピース目〜「第2次PIZZAショック!!」（2021年6月23日 - 27日、新宿シアター・ミラクル） - 和海沙羅 役
- 堀有里プロデュース『OYUUGIKAI』（2021年9月18日 - 23日、高島平バルスタジオ）
  - 「じゆうノート」 - 白野音 役
  - 「木こりと斧のおはなし」 - 河童 役
  - 「白雪姫」 - 動物 役

- プロジェクトリコロ「純情おにぎり物語-ON Stage-」（2021年9月28日 - 30日、大塚・萬劇場） - 主演 田所いちこ 役
- 放課後ビアタイム『ちいさい秋見つけましたか?』「コミカル・コミックマーケット」（2021年10月29日 - 31日、ステージカフェ下北沢） - すじ子・F・ぶり子 役
- 劇団皇帝ケチャップ「無視できない私の中の感情」Team響（2021年11月20日 - 23日、コフレリオ新宿シアター）- 川島楓 役
- プロジェクトリコロ「スーサイドホテル」（2021年12月8日 - 12日、大塚・萬劇場） - ヒロイン 篠ノ芽アリサ 役
- Bobjack Theater「『ロング・グッドバイ』～ノッキンオンアナザードア～」（2021年12月22日 - 31日、池袋・シアターKASSAI） - 椎本詩 役

2022年
- 放課後ビアタイム『チョコで鼻血は出ないみたい』「初恋ショコラティエール」（2022年2月18日、ステージカフェ下北沢亭） - 常盤夏咲 役
- 企画演劇集団ボクラ団義「耳があるなら蒼に聞け〜龍馬と十四人の志士〜」（2022年3月20日 - 27日、渋谷・CBGKシブゲキ!!） - まさ 役
- ぽりこぴー「Travel×Trip×Tour Extra edition!!」（2022年4月29日 - 5月1日、両国・本所松坂亭劇場）
- ENG「ロスト花婿」（2022年6月8日 - 12日、新馬場・六行会ホール） - 大林愛空 役
- ファーストピック「野に咲く花なら」（2022年7月27日 - 31日、中野・テアトルBONBON） - 山岸リカ 役
- プロジェクトリコロ「Lilac -Side Witch-」（2022年8月7日、大塚・萬劇場） - 日替わりゲスト
- マルガリータ企画「夏に舞う雪のように」（2022年8月31日 - 9月4日、池袋・シアターKASSAI） - 主演 雪 役
- ENG「S.O.S（エスオーエス）〜save our souls〜」（2022年9月21日 - 25日、中目黒・キンケロ・シアター） - 佛田成美 役
- OYUUGIKAI「嘘ぎらい」星チーム（2022年10月6日 - 10日、両国・本所松坂亭） - 守宮鈴 役
- 『黄金のコメディフェスティバル2022』パーチーム/放課後ビアタイム「常夏ブライダル」（2022年10月22日 - 30日、下落合・シアター風姿花伝） - 主演 常盤夏咲 役
- ENG『松本稽古企画公演《ココロ踊ル》』「ダンスピアの消失」（2022年11月9日 - 13日、六行会ホール） - ミミ 役
- Bobjack Theater「幸福レコード2022」（2022年12月21日 - 25日、下落合・TACCS1179） - 真野深海 役

2023年
- アメツチ新人作家発掘プロジェクト『ウブスナvol.1』「ミッドナイト・ホットスナック」（2023年2月1日 - 5日、池袋・シアターKASSAI） - 桂エミリ 役
- HH企画「あんた誰?」（2023年3月24日 - 26日、中野・スタジオあくとれ） - 大立木葉 役
- カラスカ「気まぐれなクロノス」（2023年4月19日 - 23日、築地・ブディストホール） - 森口真由 役
- ぽりこぴー『Travel×Trip×Tour』FINAL!!（2023年5月26日 - 28日、新宿・スターフィールド）
  - 「Pinocchio〜ピノチオ〜」 - ソレイユ 役
  - 「ようこそ熱岡荘へFinal〜ありがとう、熱岡荘〜」 - テンテン 役

- プロジェクトリコロ「ノラの楽園」（2023年6月7日 - 11日、大塚・萬劇場） - 主演 ミミ 役
- 劇団壱劇屋東京支部「ピカルーン」Aチーム（2023年6月23日 - 7月2日、すみだパークシアター倉） - 御姫 役
- マルガリータ企画「PIZZA大戦争2023」（2023年7月19日 - 23日、池袋・シアターKASSAI） - 和海沙羅 役
- 放課後ビアタイム「Panic X'mas!!」（2023年8月18日、上野ストアハウス） - 日替りゲスト
- たみしょうプロデュース「プリズンDEベイビー」（2023年9月6日 - 10日、池袋・シアターKASSAI） - ミロード・ツリー 役
- Bobjack Theater『ボブジャック秋の短編祭り』（2023年10月18日 - 22日、池袋・シアターKASSAI）
  - 「私の鈍行片道切符」
  - 「戻りたい場所」
  - 「降っても晴れても」
  - 「SOMEDAY」

- BE WOOD LIVE『Three Stories of Christmas〜貴方の叶えたい夢は、何ですか!?〜』（2023年12月22日 - 24日、ステージカフェ下北沢亭）
  - 「魔法少女ハジメ」 - 木田ジュエル 役
  - 「少女に喝采を!」 - 今井まいか 役

2024年
- SPIRAL CHARIOTS「CROWDED CHAOS FANTASY TURBO」（2024年2月1日 - 8日、下北沢・「劇」小劇場） - 日替わりゲスト 牧田重実 役
- 「菅生ゼミ休講のお知らせ」4期A組（2024年3月15日 - 24日、新宿・スターフィールド） - 黄田 役
- img「ありのままに生きろ。今」 - 長野くるみ 役
  - 大阪公演（2024年4月5日 - 7日、ABCホール）
  - 福岡公演（2024年4月11日 - 13日、北九州芸術劇場・小劇場）
  - 埼玉公演（2024年4月25日 - 5月2日、彩の国さいたま芸術劇場・小ホール）

- 舞台「東京War:DS-黒と白のTRIGGER-」（2024年5月15日 - 19日、六行会ホール）- 伽耶 役
- UDA☆MAP「魁☆パラダイムシフト」（2024年7月3日 - 7日、大塚・萬劇場） - トマト 役
- あち☆はちカーニバル「眠る鈴のクリスマス」（2024年7月31日 - 8月4日、両国・本所松坂亭劇場） - 滝透子 役
- BE WOOD LIVE『密室』「ミス・ホームズの婉麗奇譚〜縛〜」（2024年9月6日 - 8日、ステージカフェ 下北沢亭） - 和登咲子 役
- モリハラプロデュース「楽屋」（2024年10月10日 - 14日、大塚・萬劇場） - 女優D 役
- 絵本ノ森「雨が降ったから寄り道をしよう」（2024年11月30日、大塚ドリームシアター） - 少年 / カラス 役
- Bobjack Theater「私たちはまだまだ平気」（2024年12月18日 - 22日、上野ストアハウス） - 鈴木寿恵瑠 役
- Poppin' Shower「星空ハーモニー2024」（2024年12月29日、池袋・シアターグリーンBIG TREE THEATER） - 日替わりゲスト 流星光 役

#### 2025年
- プロジェクトリコロ「SUMU」（2025年2月12日 – 16日、大塚・萬劇場） - 星野うみ 役[81]
- BE WOOD LIVE「ミス・ホームズの婉麗奇譚～貌～」（2025年4月2日 – 6日、中野・テアトルBONBON）- 和登咲子 役[82]
- YT企画×あいどるごっこ!「univerSITY」（2025年5月3日 - 5日、ステージカフェ下北沢亭）
- 劇団6番シード「メイツ!〜ブラウン管の向こうへ〜[83]」（2025年7月30日 - 8月3日、池袋・シアターグリーン BIG TREE THEATER） - サクラ 役[84]

### 映画
- 「山のあなた〜徳市の恋〜」（2008年、監督：石井克人） - 山道を歩く子供たち 役[85]

### テレビ
- 先に生まれただけの僕（2017年10月 - 12月、日本テレビ） - 渋谷涼子 役

### ネット配信
- 劇団6番シード『SIX-DOORS』第2話「青空ドロップ」 - ルカ 役
  - 前編・第一夜 - YouTube（2020年5月9日）
  - 後編・第二夜 - YouTube（2020年5月10日）
- アリスインプロジェクト『オンライン学園バラエティ「アイガク！LIVE」』（2020年5月 - 6月、Youtube、ニコニコ生放送）[86][87]
- アリスインプロジェクト「アイガク夏フェス・オンライン」（2020年8月8日 - 15日、ZAIKO）[88]
  - アドリブ心理バトル「アイガク・人狼（降臨ハーツVer）」（2020年8月8日）
  - 学園バトル「アイガク・バトラーズ」（2020年8月9日、13日）
  - 演劇ワークショップ体験「アイガク・ワークショップ」（2020年8月9日、15日）
- アリスインプロジェクト『ドナーイレブン&秋フェスオンライン』「舞台上映&キャストトーク」（2020年10月5日、ZAIKO）[89]
- アリスインプロジェクト「アイガク！冬フェス・オンライン」（2020年12月28日 - 30日、ZAIKO）[90]
  - おなじみ学園バラエティ「アイガク・ライブ」（2020年12月28日）
  - 「アイガク・ワークショップ」（2020年12月28日）
  - 「アイガク・人狼（降臨ハーツVer）」オンライン人狼（2020年12月29日）
  - 6vs6の真剣バトル「アイガク・バトラーズ」（2020年12月30日）
- アリスインプロジェクト『アイガク2021&デッドリー永遠フェス』「デッドリー永遠・大百科」（2021年2月28日、ZAIKO）[91]
- img「ありのまま生きろ。今[92]」（2021年5月19日 - 25日、ZAIKO） - 関谷昴 役[93]

### MV
- 女優・振付師：松本稽古の『振リー素材』 - ダンス・歌
  - 「スマイル：森七菜[94]」（2020年12月）
  - 「どんなときも。[95]」（2021年3月）
  - 「笑おう[96]」（2021年3月）